# Angels Fallen: Warriors of Peace
Angels Fallen: Warriors of Peace es una película estadounidense de acción, aventuras y fantasía escrita por Chris Kato, dirigida por Ali Zamani y protagonizada por Cuba Gooding Jr. Es la secuela de la película de 2020 Angels Fallen.

## Reparto
- Denise Richards
- Arifin Putra
- Cuba Gooding Jr.
- Randy Couture
- William McNamara
- Lee Kholafai
- Korrina Rico
- Josh Burdett
- Michael Teh
- Caitlin O'Connor
- Silvio Simac
- Greg Canestrari
- Ken Davitian

## Producción
En junio de 2022, se anunció que Richards y Putra fueron elegidos para la película y que el rodaje comenzaría en Los Ángeles en agosto de 2022.
En marzo de 2023, se anunció que Gooding Jr. y Couture se unieron al elenco y que la película estaba "actualmente en producción en Los Ángeles".

## Estreno
El estreno de la película estaba previsto para el verano de 2023. La película se estrenó el 9 de julio de 2024.